# ペーローズ1世
ペーローズ1世（パフラヴィー語: 𐭯𐭩𐭫𐭥𐭰, ペルシア語: پیروز, ラテン文字転写: Pērōz）は、サーサーン朝の君主（シャーハーン・シャー）である（在位：459年 - 484年）。
ペーローズ1世は父親のヤズデギルド2世の死後に王位を宣言した兄弟のホルミズド3世と後継者の地位を争い、二年に及んだ内戦の末にホルミズド3世を倒して王位を獲得した。治世の初期には大規模な飢饉に見舞われた一方で、コーカサス地方の従属勢力であるアルバニア王国が内戦中に起こしていた反乱を協定を結ぶことで収拾した。さらに、466年にはシャープール2世の治世以来東方で勢力を争っていたキダーラ朝をエフタルと協力して放逐することに成功し、一時的にトハーリスターンの支配を回復した。
しかし、その後ペーローズ1世はエフタルと対立し、二度にわたって戦争を起こしたものの、二度とも敗れて捕虜となり、解放と引き換えに身代金の支払いを余儀なくされた。482年にはコーカサス地方のアルメニアとイベリアにおいてそれぞれヴァハン・マミコニアンとヴァフタング1世に率いられた反乱が起こった。最終的にペーローズ1世は反乱を鎮圧できないままエフタルに対する三度目の戦争に敗れ、484年に戦死した。
ペーローズ1世によるエフタルとの戦いは当時と現代の双方の歴史家から無謀と評され、その敗北と死はサーサーン朝に政治的、社会的、そして宗教的な混乱期を招いた。帝国は衰運を極め、エフタルに対しては貢納金の支払いを余儀なくされた。さらに帝国の貴族と聖職者が政治を牛耳り、国家に対し大きな影響力と権力を振るうようになった。しかし、サーサーン朝はペーローズ1世の息子であるカワード1世の下で改革を推進し、エフタルからホラーサーンの支配を取り戻すと、最終的に孫のホスロー1世の治世において突厥との協力によってエフタルを滅ぼすことに成功した。
ペーローズ1世はインドのシンド地方で自身の名の金貨を鋳造した最後のシャーハーン・シャーであり、同時期にこの地方の支配がサーサーン朝から失われたことを示している。また、ペーローズ1世は他のサーサーン朝の支配者たちと同様にゾロアスター教を信奉していたが、キリスト教に関しては当時の新しい宗派であるネストリウス派を支持し、ネストリウス派は死の直前の時期にジュンディーシャープールで開かれた教会会議においてペルシア教会の公式の教義として採用された。

## 名前
ペーローズ（Pērōz）は中期ペルシア語の名前であり、形容詞で「勝利を得た」を意味している。パルティア語ではPērōžであったことが立証されており、新ペルシア語ではPīrūz、アラビア語ではFīrūzである。ギリシア語ではPerozes（Περόζης）と翻字されている。ジョージア語では中期イラン語（パルティア語および中期ペルシア語）と新ペルシア語を通じてそれぞれPˊerozhとPˊerozの語形で二回にわたり取り入れられた。アルメニア語の翻字はPeroz（Պերոզ）であり、中期ペルシア語の語形に従った同一の綴りとなっている。ペーローズの名前は既に3世紀にはサーサーン朝の支流であるクシャーノ・サーサーン朝の支配者のペーローズ1世によって用いられていた。

## 即位まで

5世紀中頃のサーサーン朝の領土

中世の歴史家のサアーリビー（1038年没）は、伝承ではペーローズの父親のヤズデギルド2世（在位：438年 - 457年）は457年に死去する際に後継者を定めず、帝国の支配層や有力なマルズバーン（辺境地域の太守）に後事を託したと説明している。しかしながら、その後すぐに二人の息子の間で後継者争いが勃発した。ヤズデギルド2世の長男のホルミズド（ホルミズド3世、在位：457年 - 459年）はペルシア北部のレイで王位を宣言し、一方でペーローズは帝国の北東部に逃れ、自身の王位を主張するために軍を興した。兄弟の母親であるヤズデギルド2世の王妃のデーナグは首都のクテシフォンから一時的に帝国の摂政として統治した。東方に伝わる複数の史料において、ペーローズはホルミズドより王位に相応しく、ホルミズドは「不公正」であったとされている。一方で『Codex Sprenger 30』の名で知られる著者不明の文書のみがホルミズドを「勇敢でより相応しい」と記しており、ペーローズを「より宗教に博識」であったと説明している。
この内戦中に二人の兄弟は東方に隣接するトハーリスターン（バクトリア）の諸勢力から支援を得ようとしたとみられている。当時、この地域はキダーラ朝がエフタルなどのキダーラ朝に臣従するいくつかの現地勢力とともに支配していた。同時代にバクトリア語で書かれた三通の書簡によれば、ローブ（カーブルとバルフの間に位置する都市）の支配者であったキルディール・ワラフランは、「ホルミズドによる栄光あり」と「ペーローズへの忠義あり」という敬称を与えられており、キルディールが二人の兄弟の間で忠義の対象を移していたことを示唆している。同時代のアルメニアの歴史家であるイェギシェとガザル・パルペツィによれば、ペーローズは特にペルシアの七大貴族の一つであるミフラーン家から支援を受けたとされているが、後世のペルシア語の史料ではペーローズはエフタルの下へ逃れ、エフタルから協力を得たとされている。
しかし、後者の説明は現代の複数の歴史家から「伝説的」であり「やや非現実的」であると指摘されている。現代の歴史家のパルヴァネ・プールシャリーアティー、シャープール・シャフバーズィー、およびマイケル・ボナーはアルメニアの史料をより重視しており、ペルシアの史料はミフラーン家を通じてエフタルの援助を受けたいくつかの事実が存在した可能性を示唆したものであるとしている。また、イェギシェとガザル・パルペツィは、ペーローズのホルミズドに対する戦いについてそれぞれ微妙に異なる説明をしている。イェギシェによれば、ペーローズは自分の家庭教師であったミフラーン家のラハム・ミフラーンによる支援を受け、ラハムは459年にホルミズドを捕らえて処刑し、ペーローズをシャーハーン・シャーとして戴冠した。ガザル・パルペツィの説明も基本的には同じであるものの、ミフラーン家の人物はアシュタード・ミフラーンとされ、そのアシュタードはペーローズの家庭教師ではなく養父であったとされている。

## 治世

### アルバニアの反乱と飢饉

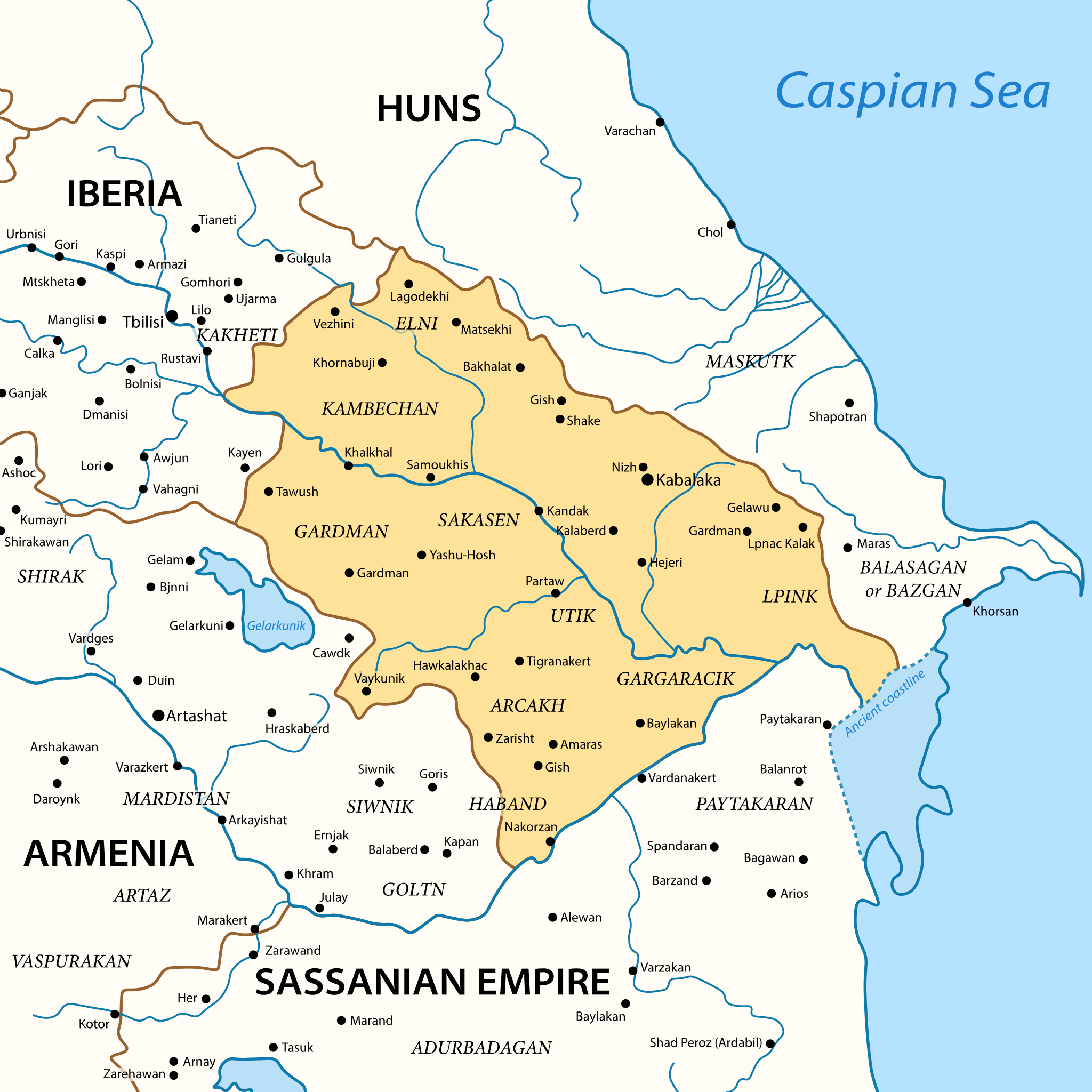
5世紀から6世紀にかけてのアルバニア王国の領域と都市を示した地図

ペーローズ1世とホルミズド3世の後継者争いの最中にコーカサス地方のアルサケス朝アルバニア王国の王であるヴァチェー2世（在位：440年 - 462年）がサーサーン朝の混乱に乗じて独立を宣言した。ヴァチェー2世はフン族にカスピ海沿いのデルベントの通過を認め、フン族の支援を受けてペルシア軍を攻撃した。これに対しペーローズ1世もフン族にコーカサス山脈を越えるダリアル峠の通過を許すことで応じ、その後これらのフン族はアルバニアを荒らし回った。結局、双方の王は協定の交渉を始めた。ヴァチェー2世はペーローズ1世の姉妹であった母親と自分の娘（両者ともキリスト教徒であった）をペーローズ1世へ引き渡し、一方で元々は父親から相続資産として分け与えられていたサーサーン朝出身者からなる1,000世帯の家族を手に入れるという条件で両者は合意に達した。ヴァチェー2世は462年に死去し、その後アルバニアはペーローズ1世の弟で後継者のバラーシュ（在位：484年 - 488年）によって485年にヴァチャガン3世（在位：485年 - 510年）が王位に据えられるまで王が不在であった。また、ペーローズ1世は451年に起こったアルメニア人の反乱の影響で父親のヤズデギルド2世によって投獄されていたアルメニア人貴族の一部を釈放した。
その一方で461年頃にペルシアは深刻な干ばつに見舞われ、恐らく467年まで続いた大飢饉を引き起こした。この干ばつによってティグリス川の水位が著しく低下し、泉、井戸、灌漑設備の水が干上がり、家畜が死に絶えた。飢饉が帝国内に蔓延し、農村地帯では餓死者が発生するようになった。ペーローズ1世は一時的に税の徴収を取り止め、すべての貯蔵庫を解放して民衆へ食料を配給させ、最悪の事態を回避するように努めた。ただし、この大飢饉に関する記録は、危機の最中の464年にペーローズ1世がキダーラ朝に対して軍事作戦を準備したという事実（後述）を考慮すると、いくぶん誇張されている可能性がある。

### 東ローマ帝国との関係

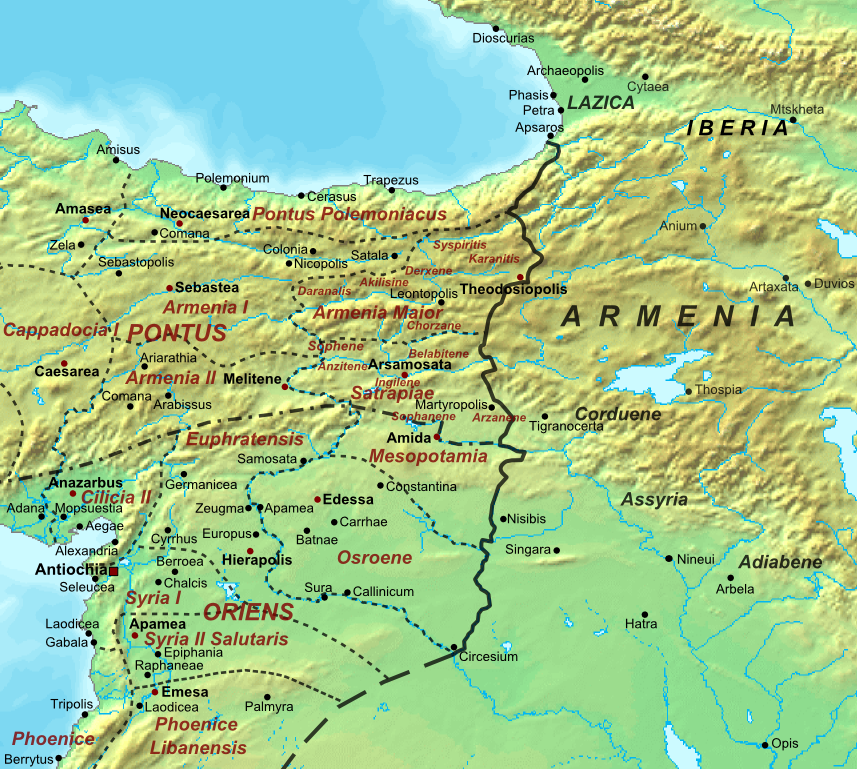
5世紀のサーサーン朝（右側）と東ローマ帝国（左側）の国境地帯の地図

ペーローズ1世の治世の初期にサーサーン朝と東ローマ帝国の間の緊張が高まりを見せ始めた。460年代中頃に東ローマ帝国は将軍のアルダブリウスがサーサーン朝の宮廷と密かに連絡を取り、軍事支援と恐らくは情報提供を約束するとともにペーローズ1世に東ローマ帝国を攻撃するよう促しているという情報をつかんだ。アルダブリウスの複数の書簡が押収されて東ローマ皇帝レオ1世（在位：457年 - 474年）の手元に渡り、レオ1世はアルダブリウスを解任するとともに首都のコンスタンティノープルに召喚した。ただし、召還後のアルダブリウスがどのような処分を受けたのかは不明である。レオ1世はこのようなサーサーン朝の動きに対してシリアのカリニクムの要塞を含む国境地帯の防備を強化することで応じた。
387年にサーサーン朝とローマ帝国の間で結ばれたアキリセネの和約以来、双方の帝国は北方の草原地帯から侵入する遊牧民の攻撃に対し、共同でコーカサス地方の防衛に対処する義務を負うことで合意していた。これらの攻撃への対処はサーサーン朝側が中心的な役割を担い、一方の東ローマ帝国は不定期におよそ500ポンド（230キログラム）の金を拠出していた。東ローマ帝国はこの支出を共同防衛のための協力金とみなしていたが、サーサーン朝はこれを東ローマ帝国のサーサーン朝への従属を示す貢納金とみなしていた。サーサーン朝の統治者たちは建国以来、特に東ローマ帝国から貢納金を支払わせることで領土の支配権と権力を誇示してきた。レオ1世はサーサーン朝とアルダブリウスの企てへの報復として金の拠出を停止した。その後は交渉が繰り返されたものの、問題の解決には至らなかった。さらに東ローマ帝国は363年の条約でサーサーン朝へ割譲されていたニシビスの返還を訴えた。このような高い緊張状態は474年にゼノン（在位：474年 - 475年、476年 - 491年）が東ローマ皇帝に即位するまで続いた。ゼノンはサーサーン朝への拠出を再開し、エフタルの捕虜となっていたペーローズ1世を身代金を支払って解放した（後述）。それにもかかわらず、480年代前半には二年にわたる干ばつに苦しんでいたサーサーン朝の庇護下のアラブ部族であるタイイ族の一部が東ローマ帝国の領内を襲撃したことで戦争が起こりかけた。しかし、国境地帯に駐屯していたサーサーン朝の将軍のカルダグ・ナコラガンがすぐにタイイ族の襲撃を鎮圧し、東ローマ帝国との間の平和を維持した。

### キダーラ朝との戦い

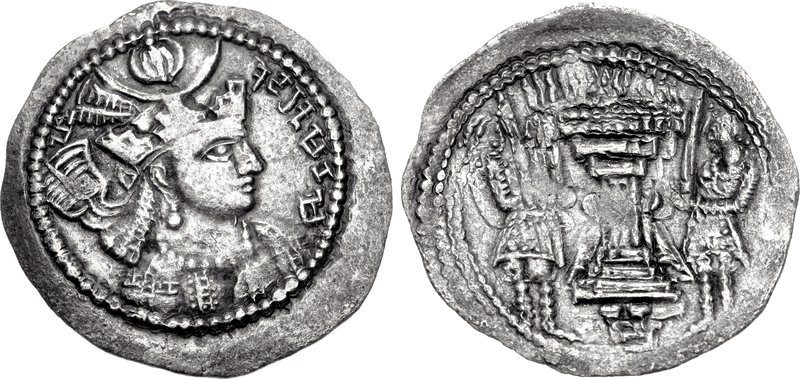
425年頃から457年頃の間に鋳造されたとみられるキダーラ朝の支配者の肖像が刻まれた硬貨

サーサーン朝はシャープール2世（在位：309年 - 379年）の治世以来、キダーラ朝、エフタル、キオン、そしてアルハン・フンからなる「イランのフン族」として知られる東方の遊牧民の侵入に対処しなければならなかった。これらの遊牧民はシャープール2世とクシャーノ・サーサーン朝の庇護下の勢力からトハーリスターンとガンダーラを奪い、最終的にはシャープール3世（在位：383年 - 388年）の治世にカーブルを奪った。考古学、貨幣学、および印章学上の証拠から、これらの勢力はサーサーン朝にも劣らない洗練された水準で自らの領土を統治していたことが明らかとなっている。さらにはサーサーン朝の硬貨を模倣するなど、ペルシア人の帝国の象徴体系や紋章を素早く取り入れていた。現代の歴史家であるリチャード・ペインは次のように述べている。「ペルシア人による破壊的なフン族、あるいはローマ人の歴史家による略奪を働く野蛮人といった説明とは程遠く、ペルシア人による支配が失われて以降におけるこれらの中央アジアのフン族の王国は、都市を基盤とし、税を徴収し、思想的にも革新的な国家であり、諸王の王たちはこれらの勢力を追い払うことが困難であると感じていた」。さらに、サーサーン朝は451年にサーサーン朝統治下のアルメニアで起こった反乱によってアルメニア人で構成された騎兵部隊を失い、これらの東方の敵を牽制する能力を弱めていた。

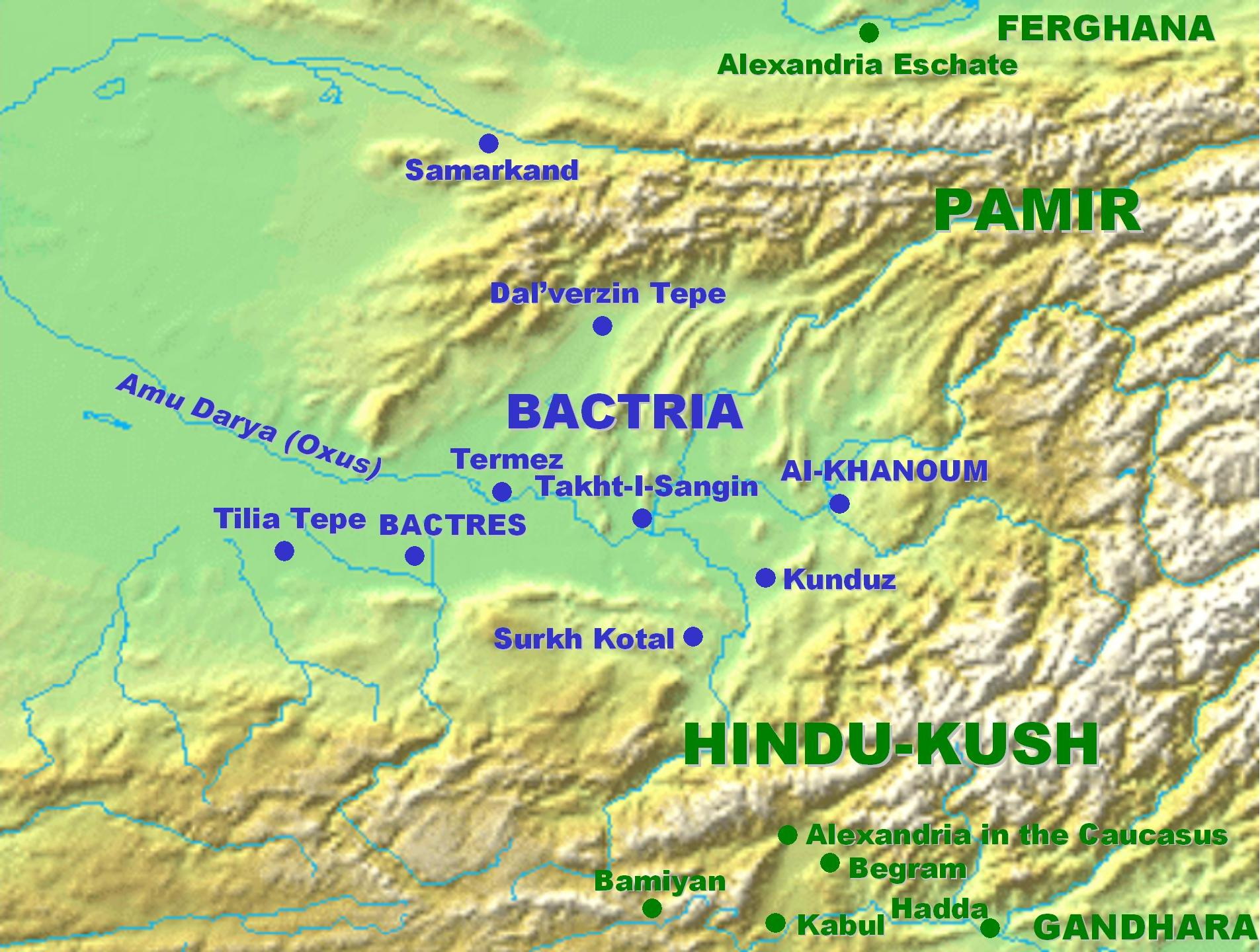
古代のトハーリスターン（バクトリア）とその周辺地域を示した地図。バルフはBactresとして示されている。

5世紀前半にヤズデギルド1世（在位：399年 - 420年）、バハラーム5世（在位：420年 - 438年）、そしてヤズデギルド2世がキダーラ朝に対する貢納金の支払いを強いられたことで、サーサーン朝の努力は大きく傷つけられていた。これらの支出はサーサーン朝の国庫を苦しめる程ではなかったものの、それでもなお屈辱的なものであった。ヤズデギルド2世は最終的に貢納金の支払いを拒否したが、このことは後にキダーラ朝が464年頃にペーローズ1世に対して戦争を宣言した際の口実として利用されることになった。ペーローズ1世はこの戦争を遂行するための十分な人的資源を欠いていたために東ローマ帝国に財政支援を求めたものの、東ローマ帝国はこの要求を拒否した。その結果、ペーローズ1世はキダーラ朝の王であるクンハスに和平と自分の姉妹の一人との縁談を持ち掛けたが、実際には姉妹ではなく代わりに身分の低い女性を送り込んだ。

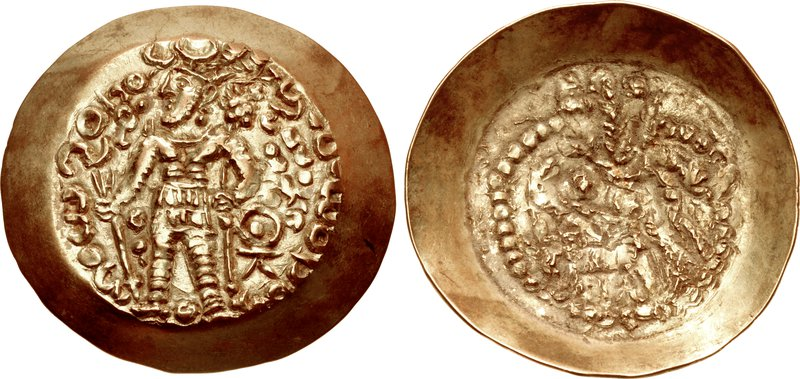
サーサーン朝がトハーリスターンにおけるキダーラ朝の支配を終わらせた直後の467年か468年にバルフで鋳造されたとみられるペーローズ1世の硬貨。硬貨の表面には第二の王冠を被ったペーローズ1世の姿が描かれている。

しばらくした後にクンハスはペーローズ1世に騙されていたことに気付き、軍備を強化するための軍事専門家の派遣を要請することで同じようにペーローズ1世を騙そうとした。300人の軍事専門家の一団がバラーム（恐らくバルフと考えられる）のクンハスの宮廷に到着すると、これらの者たちは殺されるか外見を傷つけられた。クンハスはペーローズ1世による合意への裏切りのためだと伝えて残った者たちをペルシアへ送り返した。一方で同じ頃にペーローズ1世は、エフタルやトハーリスターンの東部に位置するカダグの支配者のメハマを含む他のフン族と同盟を結んでいた。そして466年にこれらの勢力の支援によってキダーラ朝を打ち破り、短期間ではあったもののトハーリスターンをサーサーン朝の支配下に置くとともにバルフで金貨を発行した。金貨の様式はキダーラ朝のものをほぼ踏襲しており、第二の王冠を被っているペーローズ1世の姿が描かれている。また、金貨の銘文にはバクトリア語でペーローズ1世の名前と称号が記されている。翌年の467年にはサーサーン朝の使節がコンスタンティノープルを訪れ、キダーラ朝に対する勝利を伝えた。468年に中国の北魏に派遣されたサーサーン朝の使節も同様にこの勝利を伝えた可能性がある。
キダーラ朝はその後もガンダーラと恐らくはソグディアナも支配していた。しかし、最終的にガンダーラはアルハン・フンに、ソグディアナはエフタルに征服された。バクトリアの年代記によれば、メハマはその後「名高く成功した諸王の王ペーローズの総督」の地位に昇った。しかしながら、トハーリスターンでは権力の空白が続いたことで、メハマは自治権を得るか独立をも獲得した可能性がある。

### 対エフタル第一次・第二次戦争

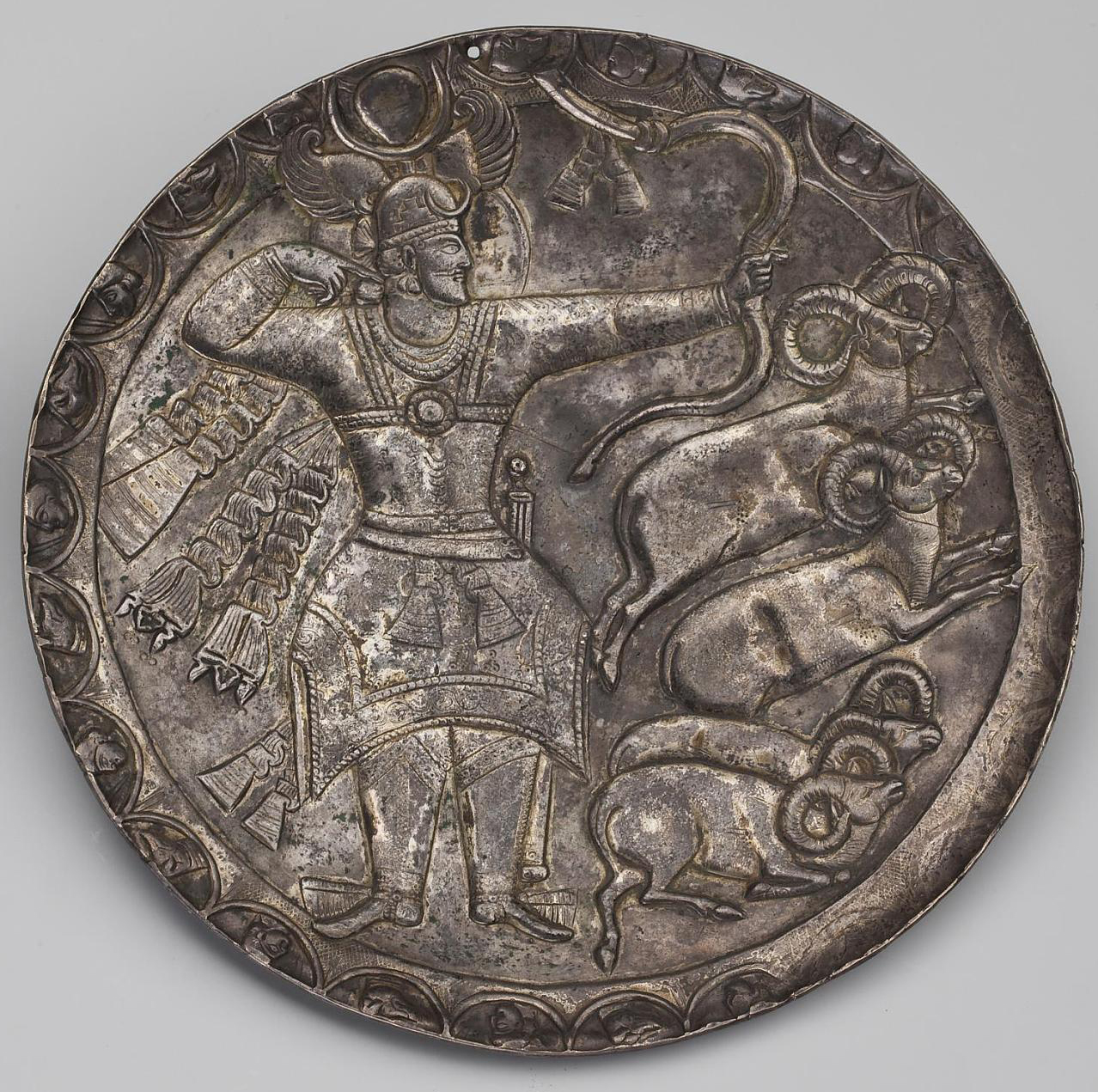
アルガリを狩る様子が描かれたペーローズ1世のプレート（6世紀）

ペーローズ1世とエフタルの戦争に関する情報は、同時代史料であるシリア語で書かれた『塔登者偽ヨシュアの年代記』と東ローマ帝国の歴史家であるプロコピオスの記録によって伝えられている。しかしながら、どちらの史料にも誤りや情報の欠落が多くみられる。偽ヨシュアによれば、ペーローズ1世はエフタルと三回戦争をしているが、これらの戦争に関する記述はごく僅かである。一方のプロコピオスによる説明は詳細であるものの、二つの戦争についてしか触れていない。現代の多くの歴史家はペーローズ1世がエフタルと三回戦ったことに同意している。
キダーラ朝が放逐されたことで、その従属勢力であったエフタルはトハーリスターン東部に拠点を築き、権力の空白に乗じてトハーリスターン全域に支配を広げた。エフタルの首都はトハーリスターン東部のクンドゥーズの市街地付近であった可能性が最も高く、中世の学者のビールーニー（1048年没）はその場所をワル＝ワリズと呼んでいる。エフタルの王はしばしばフシュナヴァーズという名前を与えられているが、イラン学者のホダーダード・レザーハーニーによれば、これは恐らくエフタルの王たちが用いていた称号であり、イフシードやアフシーンといった当時の中央アジアで用いられていた他の称号に類似するものであった。ペーローズ1世はエフタルの拡大を阻止するべく474年にエフタルを攻撃したが、グルガーンの国境付近で奇襲に遭い捕らえられた。東ローマ皇帝ゼノンは身代金を支払ってペーローズ1世を解放し、サーサーン朝とエフタルの良好な関係の回復に手を貸した。プロコピオスによれば、フシュナヴァーズはペーローズ1世の解放と引き換えに自分の前で平伏すように要求した。ペーローズ1世は祭司たちの助言に従って夜明けにフシュナヴァーズに会い、フシュナヴァーズの前で平伏したように見せかけたが、実際には昇る太陽、すなわち太陽神ミスラの前に平伏した。

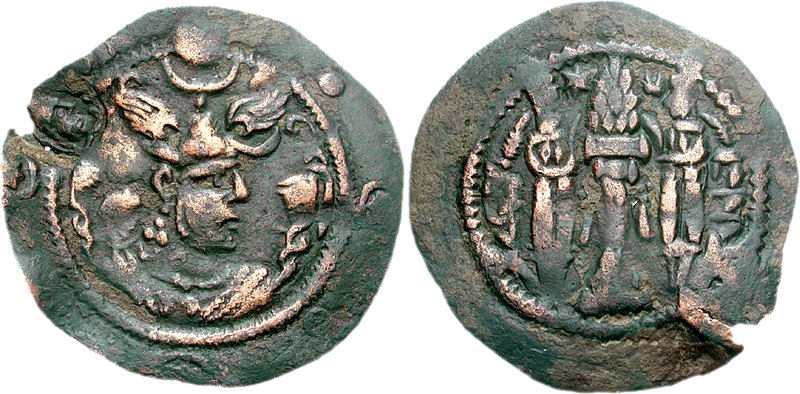
5世紀にエフタルの支配者によって鋳造されたドラクマ銀貨。表面は第三の王冠を被ったペーローズ1世の姿をほぼ模倣している。

ペーローズ1世は470年代末か480年代初頭にエフタルに対する二度目の軍事行動に乗り出したものの、再び敗れて捕らえられる結果に終わった。捕虜となったペーローズ1世は身代金として30頭のラバに積み込んだドラクマ銀貨を支払うと申し出たが、20頭分しか支払うことができなかった。残りの金額は用意できず、残金が支払われるまでの人質として482年に末子のカワード（後のカワード1世）をエフタルの宮廷に送った。リチャード・ペインは、「この時に要した金額は古代末期の外交的な協力金や国家歳入と比較すれば僅かなものだった。しかし、ペルシアの宮廷からフン族に貢物を届けるキャラバンについての噂は、ペルシアと地中海世界を通じてガリアのシドニウス・アポリナリスの所まで広まった」と述べている。この後、フシュナヴァーズは鳥翼と三つの三日月型の形状物を配した王冠を被った自身の硬貨を鋳造したが、これはペーローズ1世の第三の王冠であり、エフタルの王が自分をペルシアの正当な支配者と見做していたことを示している。ペーローズ1世はラバ10頭分の銀貨を調達するために臣民に人頭税を課し、エフタルに対する三度目の軍事行動（後述）を起こす前にカワードを解放させた。

### アルメニアとイベリアの反乱

5世紀のコーカサス地方の勢力図

コーカサスではサーサーン朝の統治下にあったアルメニアとイベリアもアルバニアと同様にゾロアスター教を信奉するサーサーン朝の支配に不満を抱いていた。アルメニアではヤズデギルド2世がキリスト教徒の貴族にゾロアスター教への改宗を強いて官僚機構に組み込む政策をとったが、その結果、451年にアルメニアの軍事指導者のヴァルダン・マミコニアンに率いられた大規模な反乱を引き起こすことになった。サーサーン朝はアヴァライルの戦いで反乱軍を破ったものの、反乱の影響はいまだに残っており、緊張が増し続けていた。一方、イベリアではペーローズ1世がアルメニアとイベリアの境界地帯に位置するグガルクの総督（ビダフシュの称号で知られる）のヴァルスケンに好意的な態度を示していた。グガルクを支配するミフラーン家に属していたヴァルスケンはキリスト教徒として生まれたが、470年にサーサーン朝の宮廷に赴いた際にゾロアスター教へ改宗し、忠誠の対象をキリスト教国のイベリアの君主（コスロー朝）からサーサーン朝へ移していた。また、改宗への褒美としてアルバニア総督の地位を得るとともにペーローズ1世の娘と結婚していた。ヴァルスケンは親サーサーン朝の立場を取り、最初の妻でヴァルダン・マミコニアンの娘であったシューシャニクを含む家族の者をゾロアスター教に改宗させようとしたが、シューシャニクは改宗を拒否してヴァルスケンに殺害され、殉教者となった。ヴァルスケンの政策はイベリア王のヴァフタング1世（在位：447年または449年 - 502年または522年）にとっては受け入れ難いものであり、最終的にヴァフタング1世はヴァルスケンを殺害し、その後482年にサーサーン朝に対する反乱を起こした。また、ほぼ同時期にアルメニア人もヴァルダン・マミコニアンの甥にあたるヴァハン・マミコニアンの指導の下で反乱を起こした。
同年、アルメニアのマルズバーンであるアードゥル・グシュナスプは反乱から逃れてアードゥルバーダガーンに向かい、そこで7,000人の騎兵隊を組織してアルメニアに戻ったが、アララト山の北斜面側に位置するアコリでヴァハンの兄弟のヴァサク・マミコニアンに敗れて戦死した。その後、ヴァハンはサハク2世バグラトゥニをアルメニアの新しいマルズバーンに据えた。これに対しペーローズ1世はカーレーン家のザルミフル・ハザルウフトが率いる軍隊をアルメニアへ派遣し、さらにミフラーン家のサーサーン朝の将軍であるミフラーン（家名と同名）が率いる別の軍隊をイベリアへ派遣した。夏の間にミフラーンの息子であるシャープール・ミフラーンの率いる軍隊がアケスガでアルメニアとイベリアの連合軍を打ち破り、この戦いでサハク2世バグラトゥニとヴァサク・マミコニアンが戦死した。その一方でヴァフタング1世は東ローマ帝国の支配下にあったラジカへ逃れた。また、シャープール・ミフラーンがイベリアで軍隊を指揮する役割を担っていたことから、ペーローズ1世はエフタルに対する戦争へ参加させるためにシャープールの父親のミフラーンを呼び戻していた可能性がある。

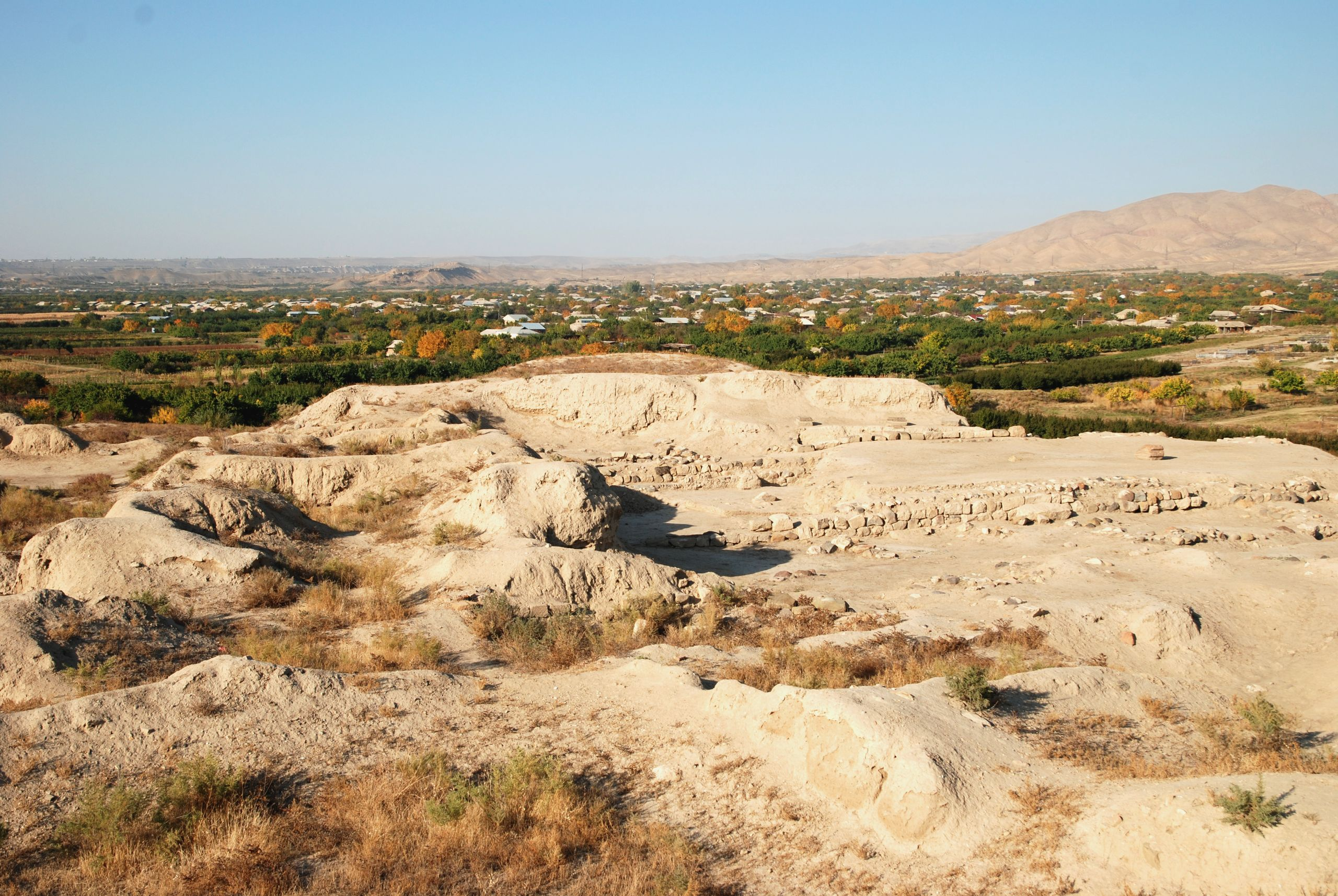
古代末期から中世初期にかけてアルメニアの首都であったドヴィンの城塞の遺構と現代のドヴィンの村（2013年）

ヴァハンは残りの軍勢とともにタイクの山中に撤退し、そこからゲリラ戦を展開した。シャープール・ミフラーンはアルメニアに対するサーサーン朝の支配を回復したものの、その後クテシフォンの宮廷に召還された。その結果としてヴァハンはアルメニアの首都であるドヴィン一帯の支配を取り戻し、そこに要塞を築いた。483年にザルミフル・ハザルウフトに率いられたサーサーン朝の増援部隊がアルメニアに到着し、ドヴィンを包囲した。兵力ではるかに劣っていたヴァハンの部隊は敵軍に奇襲を仕掛け、マークーに近いネルセアパテにおける戦闘でサーサーン朝軍を破った。そして再び東ローマ帝国との国境に近い山中に撤退した。ヴァハンは東ローマ帝国と衝突する危険を避けるためにサーサーン朝軍が撤退先まで追撃してこないことを願ったものの、ザルミフルは夜間の行軍の末にアルメニア軍の野営地を襲撃し、何人かの公女を捕らえることに成功した。ヴァハンとその部下のほとんどはさらに山奥へ撤退した。
しかしながら、その後の予期せぬ情勢の変化が戦局を大きく変えた。484年にエフタルと戦争中であったペーローズ1世が戦死（後述）したことでサーサーン朝の軍隊はアルメニアから撤退した。ペーローズ1世の兄弟で後継者となったバラーシュはヴァハンと講和してヴァハンにハザールベド（大臣）の地位を与え、後にはアルメニアのマルズバーンに指名した。イベリアでも同様に和平が成立し、ヴァフタング1世は自身の手による統治を回復することができた。

### 対エフタル第三次戦争と戦死

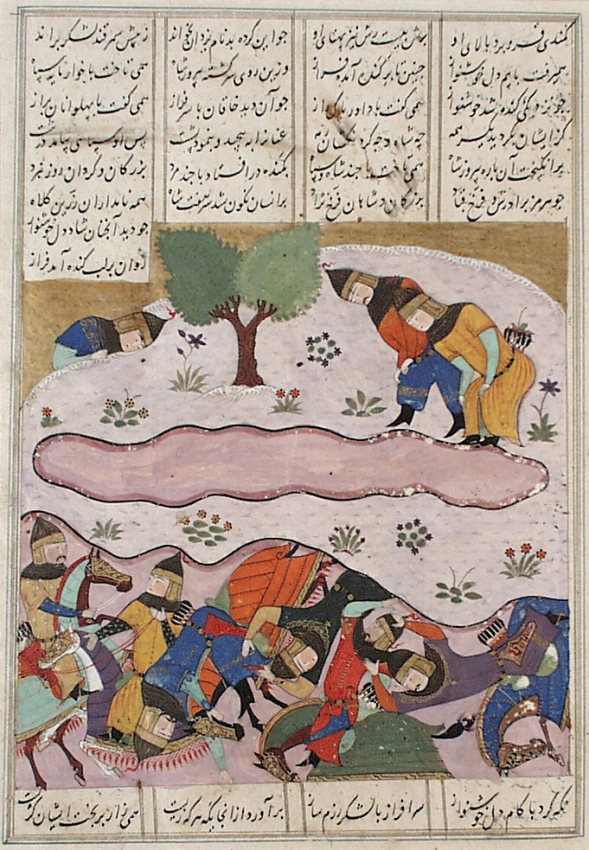
ペーローズ1世の敗北と死を描いた15世紀の『シャー・ナーメ』の挿絵

ペーローズ1世は貴族や聖職者たちの忠告に逆らってグルガーンでエフタルに対する三度目の遠征の準備を始めた。ガザル・パルペツィは、ペルシア軍はほとんど反乱を起こす寸前になるほどエフタルと対峙する可能性を前にして士気を失い、兵士たちがこの軍事作戦に反発していたことを強調している。ペーローズ1世は兄弟のバラーシュを残して帝国の統治を任せ、484年に大軍を率いてエフタルへの軍事行動を開始した。ペーローズ1世の遠征を知ったフシュナヴァーズは、「貴殿は押印した文書の下で私と和議を結び、私に対して戦争を起こさないと約束した。そして我々はいずれの側からも敵意を持って踏み越えることのないように共有する境界線を定めたのだ。」という伝言とともに自分の副官を派遣した。
ペーローズ1世は祖父のバハラーム5世が国境を示す標識としてオクサス川のほとりに建てた塔を移動させた。この出来事は中世の歴史家のアブー・ハニーファ・ディーナワリー（896年頃没）とタバリー（923年没）によって言及されている。タバリーによれば、ペーローズ1世は互いに結び付けられた300人の男たちと50頭の象を塔に繋ぎ、兵士たちの前方へ引きずらせて移動させ、自分は移動する塔の後ろを歩いて祖父が結んだ講和条約を破っていないかのように装った。また、ペーローズ1世と直接対決する気のなかったフシュナヴァーズは戦場を横切るように大きな塹壕を掘らせて低木やばらばらの木材で隠し、その後ろに兵を配置させた。そしてフシュナヴァーズの軍隊に突撃したペーローズ1世とその部隊は塹壕に落ちて殺害された。ペーローズ1世やその兵士たちの遺体はサーサーン朝側では回収されなかった。多くの著名なサーサーン朝の貴族たちが戦死し、その中には4人のペーローズ1世の息子か兄弟も含まれていた。戦場となった場所ははっきりとしていないものの、現代の歴史家であるクラウス・シップマンは、戦闘は今日のアフガニスタンの恐らくはバルフ近郊で起こったとしている。
一方でペーローズ1世を敵対的に描いている偽ヨシュアは、ペーローズ1世は塹壕から脱出することができたものの、その後、山中の岩の裂け目で餓死したか、森で野獣に殺されて食べられたのではないかとする説を示している。

### 死の余波

トランスオクシアナとホラーサーンの周辺地域の地図（記載されている都市は8世紀時点のもの）

戦争後に東方のホラーサーンにおけるサーサーン朝の主要都市であったニーシャープール、ヘラート、およびメルヴがエフタルの支配下に入った。ペーローズ1世の娘のペーローズドゥフトと祭司を含む従者たちはフシュナヴァーズに捕らえられた。ペーローズドゥフトはフシュナヴァーズと結婚して娘を産み、この娘は後にペーローズ1世の息子のカワード1世（在位：488年 - 496年、498/9年 - 531年）と結婚した。伝えられるところによれば、ペーローズ1世の敗北が原因となり撤退中の軍隊に対する追撃を禁じる軍事上の規範が作られたといわれている。
エフタルに対するペーローズ1世の戦争は、当時と現代の双方の歴史書において「無謀」であったと評されている。また、ペーローズ1世の敗北と死は、サーサーン朝に政治的、社会的、そして宗教的な混乱期をもたらした。帝国は衰運を極め、今やシャーハーン・シャーはエフタルの被庇護者の立場となり、貢納金の支払いを強いられた。その一方では貴族と聖職者が国家に対して巨大な影響力と権力を振るい、政治を牛耳るようになった。リチャード・ペインは、「サーサーン朝の歴史上、これほどはっきりと（ペルシア帝国の）威信を傷つけた出来事はなく、当時の人々は諸王の王の無謀さに愕然とした」と述べている。さらには東方におけるサーサーン朝の支配力の弱体化に乗じてネーザク・フンがザーブリスターンを占領した。ペーローズ1世はインドのシンド地方で自分の名を記した金貨を鋳造した最後のシャーハーン・シャーであり、同時期にこの地方の支配が失われたことを示している。

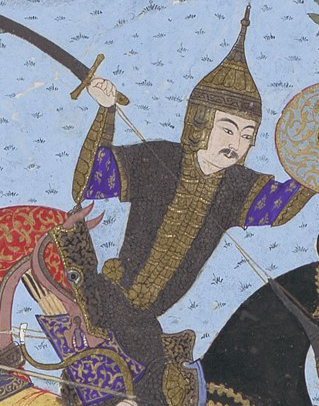
『シャー・ナーメ』の挿絵に描かれたスーフラー（1522年頃）

サーサーン朝ではペルシアの有力者であったスーフラーがすぐに新しい軍を立ち上げ、エフタルのさらなる成功を食い止めた。カーレーン家に属していたスーフラーの一族は、神話上の英雄であるカーレーンとトゥースの子孫を称していた。両者はペルシアの王ノウザルがトゥーラーンのアフラースィヤーブに殺された後、ペルシアを救ったとされている。リチャード・ペインはこの伝承に関して「偶然と呼ぶにはあまりにもペーローズ1世の死と状況が似ている」と指摘している。また、イラン学者のエフサン・ヤルシャテルは、中世ペルシアの叙事詩である『シャー・ナーメ』（王の書）において描かれているいくつかのペルシアとトゥーラーンの戦いは、ペーローズ1世とその後継者たちによるエフタルに対する戦争に基づいているように見えると指摘している。ペーローズ1世の死後、特にスーフラーとシャープール・ミフラーンを中心としたペルシアの有力者たちがペーローズ1世の兄弟のバラーシュをシャハーン・シャーに推戴した。バラーシュの後を継いだカワード1世は帝国を改革するとともにエフタルを破ってホラーサーンを再征服し、秩序を回復させた。ペーローズ1世の死への報復は孫のホスロー1世（在位：531年 - 579年）によって達成され、ホスロー1世は突厥と協力して560年にエフタルを打倒した。

### シャーハーン・シャーの居住地
サーサーン朝の君主はバハラーム1世（在位：271年 - 274年）以来、主としてペルシア南部のジュンディーシャープールに居住していた。これはこの都市がイラン高原とメソポタミア平原の間の便利な場所に位置していたためであったが、ティグリス川とユーフラテス川の氾濫原の重要性が高まったことから、ペーローズ1世以降のシャーハーン・シャーの中心的な居住地はクテシフォンに移った。

## 宗教政策

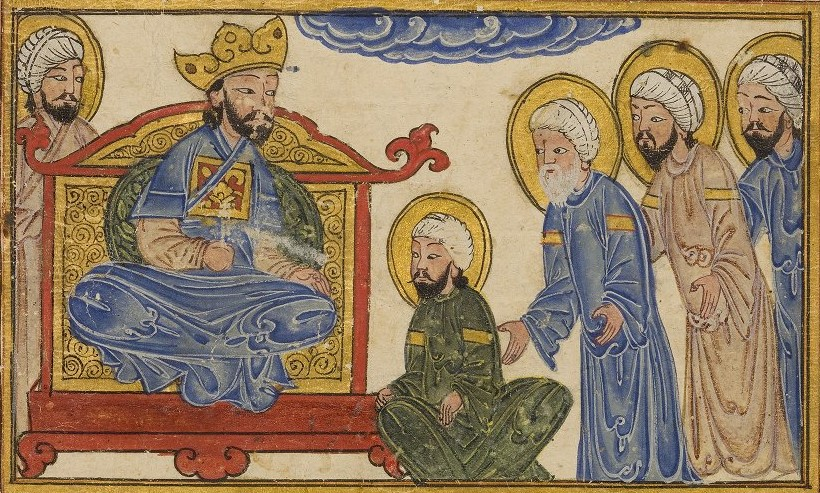
ペーローズ1世がゾロアスター教の祭司に質問している様子を描いたビールーニーの『古代諸民族年代記』の挿絵（1307年頃）

ペーローズ1世は他のすべてのサーサーン朝の支配者たちと同様にゾロアスター教を信奉していた。タバリーはペーローズ1世を「公正な統治と賞賛に値する振る舞いを見せ、敬虔さを示した」と説明しており、クラウス・シップマンによれば、この説明はゾロアスター教の聖職者の要求にペーローズ1世が従順であった可能性が高いことを示している。ゾロアスター教の一派であるズルワーン教はペーローズ1世の統治下で否定されたとみられているが、大宰相（ウズルグ・フラマダール）にはズルワーン教に忠実であったミフル・ナルセを起用し続けていた。また、ペーローズ1世の下でペルシア暦が改訂され、新年（ノウルーズ）とファルヴァルディーン月に置かれていた閏日がアーザル月に移された。
ペーローズ1世は父親のヤズデギルド2世とは異なり、コーカサス地方のアルバニア人やアルメニア人をゾロアスター教へ改宗させようとはしなかった。それでもなお、ペーローズ1世の治世中にキリスト教徒やユダヤ人に対する迫害が起こったと伝えられている。ユダヤ人による記録ではペルシア人の狂信的態度が迫害の原因であったと主張しているが、一方でペルシア人の記録ではユダヤ人がゾロアスター教の祭司を虐待したと非難している。現代の歴史家のジェイコブ・ニューズナーは、ペルシア人の記述にはいくらかの真実が含まれている可能性があり、ユダヤ人は第二神殿の破壊から400年後（ラビが伝える破壊の日付は西暦68年、即ち468年）に訪れるはずのメシアの到来を予期してこのような行動を起こしたのではないかとする説を提示している。さらにニューズナーは、ユダヤ人はメシアの到来によってこの国がすぐにユダヤ人の国になることを期待していたのかもしれないと付け加えている。歴史家のエバーハルト・ザウアーによれば、サーサーン朝の王たちはそうすることで緊急的な政治的利益を得る必要があった場合にのみ他の宗教を迫害した。
また、ペーローズ1世は当時の新しいキリスト教の宗派であったネストリウス派をペルシアのキリスト教会における公式の教義として支持した。ペーローズ1世の死の直前の484年にジュンディーシャープールで教会会議が開かれ、そこでネストリウス派がペルシア教会の公式な教義であると宣言された。

## 建築活動

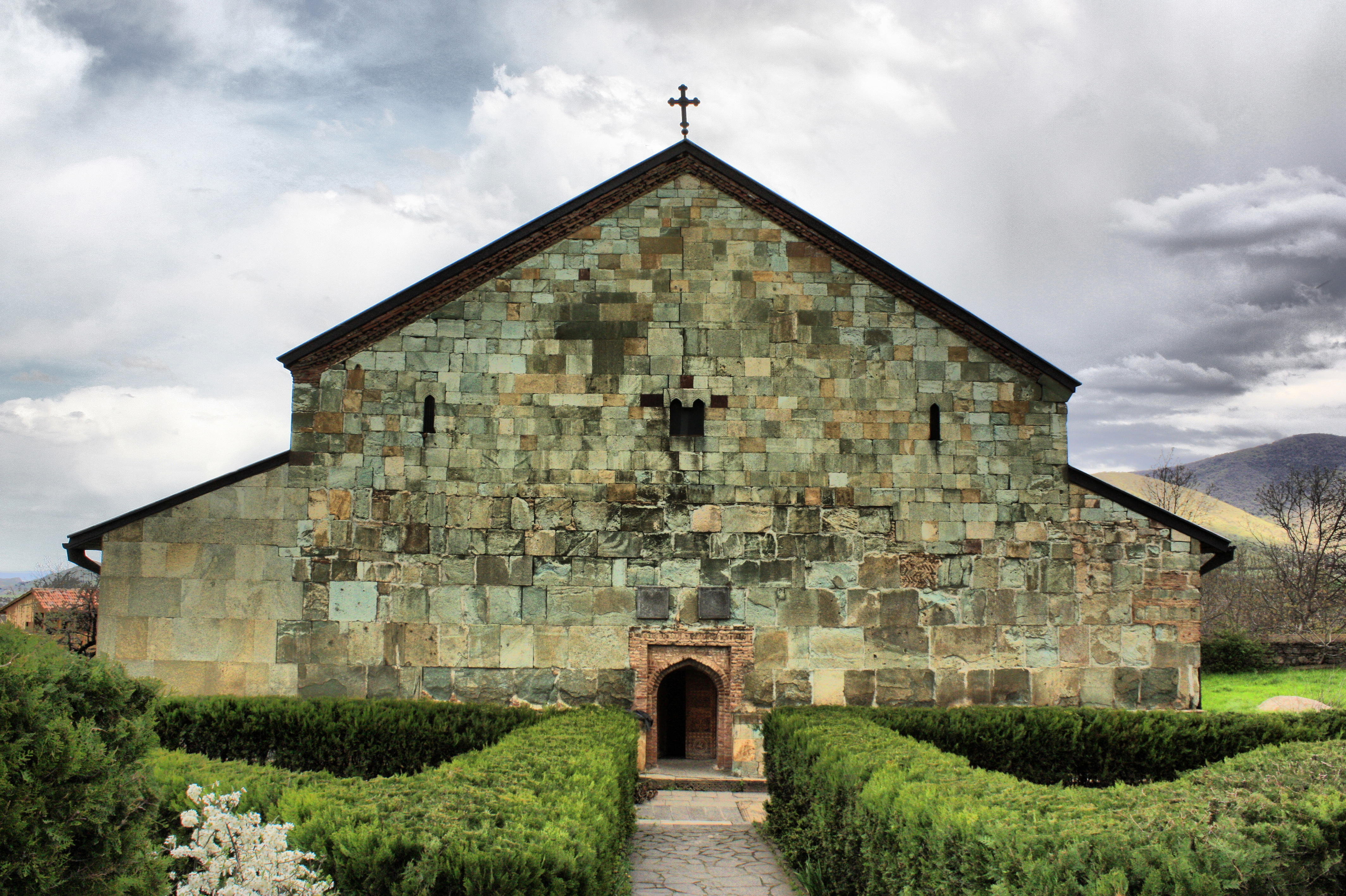
ジョージアのボルニシに建つボルニシ・シオニ教会

ペーローズ1世は多くの都市を建設したことで知られている。10世紀に古典アルメニア語で書かれた『アルバニアの国家の歴史』によれば、ペーローズ1世は臣下のアルバニア王ヴァチェー2世に命じてペロザパト（「ペーローズの都市」または「成功者ペーローズ」を意味する）を建設させた。しかし、アルバニア王国は460年代半ばにヴァチェー2世による反乱が平定された後にペーローズ1世によって廃止されていたため、ヴァチェー2世が建設した可能性は低い。実際にはアルバニアの支配者の一族を排除した後にペーローズ1世自身によって都市が築かれたとみられている。都市はアルバニア内のより安全な場所に位置していたため、ペルシアのマルズバーンの新しい居住地となった。また、ペーローズ1世はアードゥルバーダガーンにシャフラーム・ペーローズ（今日のアルダビール）、レイの近郊にラーム・ペーローズ、グルガーンとデルベントの間にロウシャーン・ペーローズを建設した。
イベリアのボルニシ・シオニのバシリカはサーサーン朝の影響力がイベリアにおいて強まっていたことを示している。このバシリカは478年か479年にグガルクのミフラーン家による支配下にあったイベリア南部に建設された。バシリカに見られる図像はペルシアの特徴を示し、さらに古ジョージア語で書かれたボルニシの碑文はペーローズ1世について言及している。
| 「 | 至聖三者の助けにより、この聖なる教会の基礎はペーローズ王の治世第20年に築かれ、15年後に完成した。ここで祈祷する何者をも神は憐れむであろう。また、この聖なる教会の建設者である主教ダヴィトのために祈る者にも神は憐れむであろう。アーメン。 | 」 |

このバシリカの建設はペーローズ1世の依頼によるものではないが、ボルニシ・シオニの建設者はサーサーン朝の王家による建築物に着想を得ていた可能性がある。
ペーローズ1世の治世は4世紀後半に建設が開始されたゴルガーンの長城が完成したと考えられている時期としては最も遅い時期にあたる。また、後のカワード1世やホスロー1世の治世にも長城に追加的な要塞群が作られた可能性がある。このカスピ海沿岸からピーシュカマルまで伸びる長城は当時としては最大の規模を持ち、古代末期から中世にかけてのペルシアの軍事インフラへの投資としては最大のものであった。

## 硬貨と帝国のイデオロギー

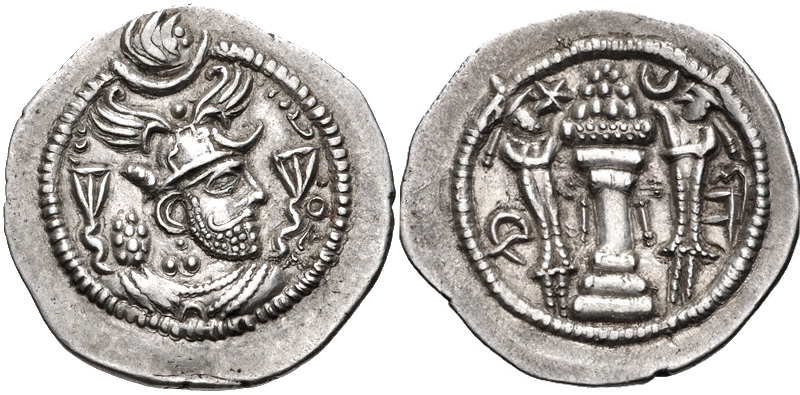
ダーラーブギルドで鋳造されたペーローズ1世のドラクマ銀貨

ペーローズ1世の硬貨はサーサーン朝における伝統的なシャーハーン・シャー（諸王の王）の称号が省かれ、カイ・ペーローズ（ペーローズ王）の二つの表記のみが見られる。ペーローズ1世の印章のひとつに伝統的なシャーハーン・シャーの称号が依然として使われていたことから、これらの硬貨がサーサーン朝の君主の全ての公的な称号を表記しているとは限らないことを示している。ペーローズ1世の父親であるヤズデギルド2世が初めて採用したカヤーン朝（ペルシアの神話上の王朝）のカイ（王）の称号の使用は、元々は西方に向いていたサーサーン朝の政治的視点が東方へ移ったことが要因となっていた。ヤズデギルド1世とバハラーム5世の治世からすでに始まっていたこの変化は、ヤズデギルド2世とペーローズ1世の治世でその頂点に達した。このような変化のきっかけとなったのは東部辺境の諸部族の侵入にあったとみられ、これらのフン族と関連した諸部族との戦いは、初期の『アヴェスター』に見られるペルシアのカヤーン朝の支配者たちとトゥーラーンの敵対勢力の間に存在した神話上の対立を呼び起こした可能性がある。

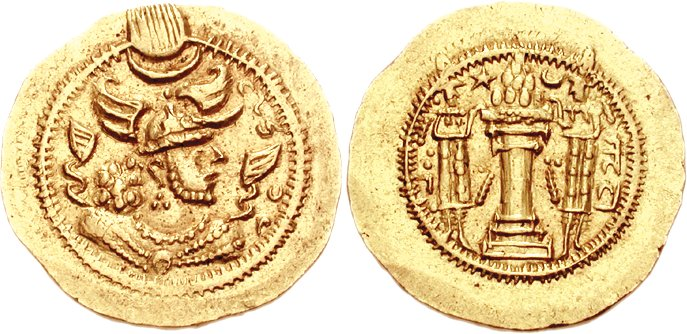
フィールーザーバードで鋳造されたペーローズ1世の金貨

このペルシアとその東方の敵との対立がペルシアの神話上の王たちによる東方のトゥーラーン人に対する戦いで用いられた「カイ」の称号を採用することにつながったとみられている。また、恐らくこの時代にサーサーン朝においてペルシアの英雄的な王であるフェリドゥーン（中期ペルシア語ではフレードーン）の伝説を含む叙事詩や伝説に関する書物が収集された。この伝説においてフェリドゥーンは帝国を三人の息子たちの間で分割し、長男のサルムが西方の帝国であるローマ、次男のトゥールが東方の帝国であるトゥーラーン、そして末子のイーラジが帝国の中心地であるペルシアを受け継いだ。このようなカヤーン朝の物語に影響を受けたサーサーン朝の人々は、実際に自らをフェリドゥーンとイーラジの後継者とみなし、西方の東ローマ帝国と東方のエフタルの領土もペルシアに帰属すると考えていた可能性がある。このような背景から、イラン学者のM・ラヒム・シャエガンは、サーサーン朝の人々はカイの称号を採用することによって象徴的にこれらの土地に対する権利を強く主張したのではないかと推測している。
ペーローズ1世の硬貨には硬貨によって三種類の異なる王冠が描かれている。第一の王冠は中央に胸壁の装飾と前面に三日月を配したコリュンボス（球状の装飾）を持つ冠とダイアデムからなっている。第二の王冠は第一の王冠に似ているが、胸壁の装飾が冠の後ろまで伸びている点が異なる。第三の王冠には二つの鳥翼が加えられているが、これは勝利の神であるウルスラグナに因んでいる。ペーローズ1世はシャープール2世とともに定期的に金貨を鋳造していた二人のサーサーン朝の君主のうちの一人である。オーストリアの歴史家で貨幣学者のニコラウス・シンデルは、金貨は一般に日常生活において使用されることはなく、シャーハーン・シャーから高位のペルシアの有力者に与えられる下賜品の形で祭事の際に使用されていたようであると説明している。また、ペーローズ1世の銀貨は中国でも発見されており、2004年時点で中国において出土している2,000枚弱のサーサーン朝の銀貨のうち、ペーローズ1世のものは468枚あり、他のサーサーン朝の王の銀貨と比較して突出して多く見られる。東洋史学者の桑山正進は、エフタルで捕虜となった時に支払われた莫大な身代金の銀貨が交易路に流通して中国に流入したものであろうと述べている。

## ペルシア文学におけるペーローズ1世
ペーローズ1世は13世紀のペルシアの歴史家であるイブン・イスファンディヤールによる伝説的な恋愛物語の中で言及されている。物語はペーローズが美しい女性を夢で見て恋に落ちるところから始まる。その後、ペーローズはその女性を探すために親族であり親友でもあるミフラーン家出身のミフルフィールーズを送り出す。そしてミフルフィールーズはその女性を見つけだし、その女性がミフラーン家の将軍であるアシュタード・ミフラーンの娘であることが判明する。ペーローズはその女性と結婚し、その女性の求めに応じてタバリスターンにアーモルの町の基礎を築いた。

## 系図
| \| オレンジ \| | 諸王の王 |
| オレンジ       |          |

|  |  |  |  |                  |                  |                  |                  |                  |                  |  |  |                |                |                         |                         |                                  |                                  |                                  |                                  |                                  |                                  |                         |                         |                         |                         | バハラーム5世 (420-438)   |                         |                       |                       |                       |                       |                            |                            |                            |                            |                            |                            |                |                |                |                |                    |                    |                    |                    |                    |                    |  |  |  |  |          |          |          |          |          |          |  |  |  |  |  |  |  |  |  |  |  |  |  |  |  |  |  |  |  |  |
|  |  |  |  |                  |                  |                  |                  |                  |                  |  |  |                |                |                         |                         |                                  |                                  |                                  |                                  |                                  |                                  |                         |                         |                         |                         |                           |                         |                       |                       |                       |                       |                            |                            |                            |                            |                            |                            |                |                |                |                |                    |                    |                    |                    |                    |                    |  |  |  |  |          |          |          |          |          |          |  |  |  |  |  |  |  |  |  |  |  |  |  |  |  |  |  |  |  |  |
|  |  |  |  |                  |                  |                  |                  |                  |                  |  |  |                |                |                         |                         |                                  |                                  |                                  |                                  |                                  |                                  |                         |                         |                         |                         | ヤズデギルド2世 (438-457) |                         |                       |                       |                       |                       |                            |                            |                            |                            |                            |                            |                |                |                |                |                    |                    |                    |                    |                    |                    |  |  |  |  |          |          |          |          |          |          |  |  |  |  |  |  |  |  |  |  |  |  |  |  |  |  |  |  |  |  |
|  |  |  |  |                  |                  |                  |                  |                  |                  |  |  |                |                |                         |                         |                                  |                                  |                                  |                                  |                                  |                                  |                         |                         |                         |                         |                           |                         |                       |                       |                       |                       |                            |                            |                            |                            |                            |                            |                |                |                |                |                    |                    |                    |                    |                    |                    |  |  |  |  |          |          |          |          |          |          |  |  |  |  |  |  |  |  |  |  |  |  |  |  |  |  |  |  |  |  |
|  |  |  |  |                  |                  |                  |                  |                  |                  |  |  |                |                |                         |                         |                                  |                                  |                                  |                                  |                                  |                                  |                         |                         |                         |                         |                           |                         |                       |                       |                       |                       |                            |                            |                            |                            |                            |                            |                |                |                |                |                    |                    |                    |                    |                    |                    |  |  |  |  |          |          |          |          |          |          |  |  |  |  |  |  |  |  |  |  |  |  |  |  |  |  |  |  |  |  |
|  |  |  |  |                  |                  |                  |                  |                  |                  |  |  |                |                | ホルミズド3世 (457-459) | ホルミズド3世 (457-459) | ホルミズド3世 (457-459)          | ホルミズド3世 (457-459)          | ホルミズド3世 (457-459)          | ホルミズド3世 (457-459)          |                                  |                                  | ペーローズ1世 (459-484) | ペーローズ1世 (459-484) | ペーローズ1世 (459-484) | ペーローズ1世 (459-484) | ペーローズ1世 (459-484)   | ペーローズ1世 (459-484) |                       |                       | バラーシュ (484-488)  | バラーシュ (484-488)  | バラーシュ (484-488)       | バラーシュ (484-488)       | バラーシュ (484-488)       | バラーシュ (484-488)       |                            |                            | ザリル (485没) | ザリル (485没) | ザリル (485没) | ザリル (485没) | ザリル (485没)     | ザリル (485没)     |                    |                    |                    |                    |  |  |  |  |          |          |          |          |          |          |  |  |  |  |  |  |  |  |  |  |  |  |  |  |  |  |  |  |  |  |
|  |  |  |  |                  |                  |                  |                  |                  |                  |  |  |                |                | ホルミズド3世 (457-459) | ホルミズド3世 (457-459) | ホルミズド3世 (457-459)          | ホルミズド3世 (457-459)          | ホルミズド3世 (457-459)          | ホルミズド3世 (457-459)          |                                  |                                  | ペーローズ1世 (459-484) | ペーローズ1世 (459-484) | ペーローズ1世 (459-484) | ペーローズ1世 (459-484) | ペーローズ1世 (459-484)   | ペーローズ1世 (459-484) |                       |                       | バラーシュ (484-488)  | バラーシュ (484-488)  | バラーシュ (484-488)       | バラーシュ (484-488)       | バラーシュ (484-488)       | バラーシュ (484-488)       |                            |                            | ザリル (485没) | ザリル (485没) | ザリル (485没) | ザリル (485没) | ザリル (485没)     | ザリル (485没)     |                    |                    |                    |                    |  |  |  |  |          |          |          |          |          |          |  |  |  |  |  |  |  |  |  |  |  |  |  |  |  |  |  |  |  |  |
|  |  |  |  |                  |                  |                  |                  |                  |                  |  |  |                |                | バレンドゥフト          |                         |                                  |                                  |                                  |                                  |                                  |                                  |                         |                         |                         |                         |                           |                         |                       |                       |                       |                       |                            |                            |                            |                            |                            |                            |                |                |                |                |                    |                    |                    |                    |                    |                    |  |  |  |  |          |          |          |          |          |          |  |  |  |  |  |  |  |  |  |  |  |  |  |  |  |  |  |  |  |  |
|  |  |  |  |                  |                  |                  |                  |                  |                  |  |  |                |                |                         |                         |                                  |                                  |                                  |                                  |                                  |                                  |                         |                         |                         |                         |                           |                         |                       |                       |                       |                       |                            |                            |                            |                            |                            |                            |                |                |                |                |                    |                    |                    |                    |                    |                    |  |  |  |  |          |          |          |          |          |          |  |  |  |  |  |  |  |  |  |  |  |  |  |  |  |  |  |  |  |  |
|  |  |  |  |                  |                  |                  |                  |                  |                  |  |  |                |                |                         |                         |                                  |                                  |                                  |                                  |                                  |                                  |                         |                         |                         |                         |                           |                         |                       |                       |                       |                       |                            |                            |                            |                            |                            |                            |                |                |                |                |                    |                    |                    |                    |                    |                    |  |  |  |  |          |          |          |          |          |          |  |  |  |  |  |  |  |  |  |  |  |  |  |  |  |  |  |  |  |  |
|  |  |  |  |                  |                  |                  |                  |                  |                  |  |  |                |                |                         |                         | カワード1世 (488-496, 498/9-531) | カワード1世 (488-496, 498/9-531) | カワード1世 (488-496, 498/9-531) | カワード1世 (488-496, 498/9-531) | カワード1世 (488-496, 498/9-531) | カワード1世 (488-496, 498/9-531) |                         |                         |                         |                         |                           |                         |                       |                       |                       |                       | ジャーマースプ (496-498/9) | ジャーマースプ (496-498/9) | ジャーマースプ (496-498/9) | ジャーマースプ (496-498/9) | ジャーマースプ (496-498/9) | ジャーマースプ (496-498/9) |                |                |                |                | ペーローズドゥフト | ペーローズドゥフト | ペーローズドゥフト | ペーローズドゥフト | ペーローズドゥフト | ペーローズドゥフト |  |  |  |  | サムビケ | サムビケ | サムビケ | サムビケ | サムビケ | サムビケ |  |  |  |  |  |  |  |  |  |  |  |  |  |  |  |  |  |  |  |  |
|  |  |  |  |                  |                  |                  |                  |                  |                  |  |  |                |                |                         |                         | カワード1世 (488-496, 498/9-531) | カワード1世 (488-496, 498/9-531) | カワード1世 (488-496, 498/9-531) | カワード1世 (488-496, 498/9-531) | カワード1世 (488-496, 498/9-531) | カワード1世 (488-496, 498/9-531) |                         |                         |                         |                         |                           |                         |                       |                       |                       |                       | ジャーマースプ (496-498/9) | ジャーマースプ (496-498/9) | ジャーマースプ (496-498/9) | ジャーマースプ (496-498/9) | ジャーマースプ (496-498/9) | ジャーマースプ (496-498/9) |                |                |                |                | ペーローズドゥフト | ペーローズドゥフト | ペーローズドゥフト | ペーローズドゥフト | ペーローズドゥフト | ペーローズドゥフト |  |  |  |  | サムビケ | サムビケ | サムビケ | サムビケ | サムビケ | サムビケ |  |  |  |  |  |  |  |  |  |  |  |  |  |  |  |  |  |  |  |  |
|  |  |  |  |                  |                  |                  |                  |                  |                  |  |  |                |                |                         |                         |                                  |                                  |                                  |                                  |                                  |                                  |                         |                         |                         |                         |                           |                         |                       |                       |                       |                       |                            |                            |                            |                            |                            |                            |                |                |                |                |                    |                    |                    |                    |                    |                    |  |  |  |  |          |          |          |          |          |          |  |  |  |  |  |  |  |  |  |  |  |  |  |  |  |  |  |  |  |  |
|  |  |  |  | カーウス (533没) | カーウス (533没) | カーウス (533没) | カーウス (533没) | カーウス (533没) | カーウス (533没) |  |  | ジャーマースプ | ジャーマースプ | ジャーマースプ          | ジャーマースプ          | ジャーマースプ                   | ジャーマースプ                   |                                  |                                  | クセルクセス                     | クセルクセス                     | クセルクセス            | クセルクセス            | クセルクセス            | クセルクセス            |                           |                         | ホスロー1世 (531-579) | ホスロー1世 (531-579) | ホスロー1世 (531-579) | ホスロー1世 (531-579) | ホスロー1世 (531-579)      | ホスロー1世 (531-579)      |                            |                            |                            |                            |                |                |                |                |                    |                    |                    |                    |                    |                    |  |  |  |  |          |          |          |          |          |          |  |  |  |  |  |  |  |  |  |  |  |  |  |  |  |  |  |  |  |  |